# Buck (Familienname)
Buck ist ein deutscher Familienname.

## Namensträger

### A
- Adolf Buck (1896–1952), deutscher Fotograf
- Adriaan de Buck (1892–1959), niederländischer Ägyptologe und Theologe
- Albert Buck (1895–1942), deutscher General
- Alfred Buck (1921–2011), Schweizer Maschinenbauingenieur und Hochschullehrer
- Alfred Eliab Buck (1832–1902), US-amerikanischer Politiker
- Andreas Buck (* 1967), deutscher Fußballspieler
- Angelika Buck (* 1950), deutsche Eiskunstläuferin
- Anne Fischer-Buck (1920–2013), deutsche Sozialpädagogin und Psychologin
- Annemarie Moddrow-Buck (1916–2012), deutsche Malerin
- Anthony Buck (1936–2021), britischer Ringer
- Antoine De Buck, belgischer Turner
- Antony Buck (1928–2003), britischer Politiker
- August Buck (1911–1998), deutscher Romanist und Hochschullehrer

### B
- Badu Buck (* 1999), deutscher Basketballspieler
- Bob Buck, neuseeländischer Kostümbildner
- Brandon Buck (* 1988), kanadischer Eishockeyspieler
- Brigitte Buck (* 1964), deutsche Leichtathletin
- Bruce Buck (* 1946), US-amerikanischer Unternehmer

### C
- C. Douglass Buck (Clayton Douglass Buck; 1890–1965), US-amerikanischer Politiker
- Carl Darling Buck (1866–1955), US-amerikanischer Sprachwissenschaftler
- Charles F. Buck (1841–1918), US-amerikanischer Politiker
- Charlotte Buck (* 1995), US-amerikanische Ruderin
- Chris Buck (Christopher James Buck; * 1958), US-amerikanischer Regisseur, Drehbuchautor und Animator
- Christian Buck (* 1966), deutscher Diplomat
- Craig Buck (* 1958), US-amerikanischer Volleyballspieler

### D
- Damian Buck (Petrus Damiani Buck von Gebenstorf; 1871–1940), Schweizer Benediktinerpater, Naturforscher und Pädagoge
- Dan Buck, US-amerikanischer Zauberkünstler, siehe Dan & Dave Buck
- Daniel Buck (Politiker) (1753–1816), US-amerikanischer Politiker
- Daniel Buck (Künstler) (1875–1921), deutscher Künstler
- Daniel Azro Ashley Buck (1789–1841), US-amerikanischer Politiker
- Dave Buck, US-amerikanischer Zauberkünstler, siehe Dan & Dave Buck
- David J. Buck (* um 1964), pensionierter Generalleutnant der US Air Force
- Detlev Buck (* 1962), deutscher Filmschaffender
- Dieter Buck (* 1953), deutscher Autor, Journalist und Fotograf
- Dieter Buck-Gramcko (1927–2012), deutscher Chirurg
- Donald Buck (1916–2002), US-amerikanischer Hockeyspieler
- Doris Pitkin Buck (1898–1980), US-amerikanische Schriftstellerin
- Dorothea Buck (J. E. Deranders, Sophie Zerchin; 1917–2019), deutsche Autorin und Bildhauerin
- Dudley Buck (1839–1909), US-amerikanischer Komponist und Organist

### E
- Elisabeth Buck (* 1958), deutsche Musik- und Religionspädagogin
- Ellsworth B. Buck (1892–1970), US-amerikanischer Politiker
- Elmar Buck (1945–2025), deutscher Germanist und Theaterwissenschaftler
- Erich Buck (* 1949), deutscher Eiskunstläufer

### F
- Felix Buck (1912–nach 1972), deutscher Politiker (NPD)
- Fidelis Buck (1916–1979), deutsch-kanadischer Jesuit, Theologe und Hochschullehrer
- Frank H. Buck (1887–1942), US-amerikanischer Politiker
- Friedrich Buck (1801–1881), deutscher Kantor, Komponist und Musikdirektor
- Friedrich Johann Buck (1722–1786), deutscher Philosoph und Mathematiker
- Fritz Buck (1877–1961), deutsch-bolivianischer Archäologe und Sammler

### G
- Gene Buck (1885–1957), US-amerikanischer Illustrator, Songwriter und Musikproduzent
- Georg Buck (1932–2022), deutscher Fußballspieler
- George Buck (1929–2013), US-amerikanischer Impresario und Musikproduzent
- George S. Buck (George Sturgess Buck; 1875–1931), US-amerikanischer Politiker
- Gerhard Buck († 1489), deutscher Ordensbruder
- Gilles Buck (* 1935), französischer Segler
- Günther Buck (1925–1983), deutscher Philosoph und Pädagoge

### H
- Hans Buck (1902–1987), Schweizer Jurist, Politiker und Kunstsammler
- Harald Buck (1926–2005), deutscher Biologe
- Harald Donald Buck, britischer Radrennfahrer
- Heinrich Buck (Reeder) († 1450), Danziger Reeder und Ratsherr
- Heinrich Buck (Instrumentenbauer) (1833–1883), deutscher Musikinstrumentenbauer
- Heinrich Buck (Numismatiker) (1866–1939), deutscher Bibliothekar und Numismatiker
- Heinrich Buck (Pfarrer) (1872–1954), deutscher Geistlicher
- Heinrich Buck (Fußballspieler) (1911–??), deutscher Fußballspieler
- Hellmuth Buck (1892–1983), deutscher Konservator und Parteifunktionär (NSDAP)
- Horst Buck-Gramcko (* 1929), deutscher Orthopäde
- Hoyt Buck (1889–??), US-amerikanischer Unternehmer

### I
- Ilse Buck (1923–2012), österreichische Radiomoderatorin
- Inge Buck (* 1936), deutsche Kulturwissenschaftlerin, Hochschullehrerin und Schriftstellerin
- Ingrid Buck (1913–1996), deutsche Volkskundlerin
- Ingrid Buck-Setter (1938–2005), deutsche Schauspielerin und Moderatorin

### J
- Jan Buck (1922–2019), sorbischer Maler
- Jochen Buck (* 1968), deutscher Ingenieur und Unfallforscher
- John Buck, Pseudonym für Barry De Vorzon (* 1934), US-amerikanischer Komponist, Songwriter, Sänger und Musikproduzent
- John Buck (Baseballspieler) (Johnathan Richard Buck; * 1980), US-amerikanischer Baseballspieler
- John R. Buck (John Ransom Buck; 1835–1917), US-amerikanischer Politiker
- Joseph Buck (Maler) (1820–1897), deutscher Maler und Heimatforscher
- Joseph Buck (Basketballspieler) (* 1981), US-amerikanisch-deutscher Basketballspieler

### K
- Karen Buck (* 1958), britische Politikerin
- Karl Buck (1893–1977), deutscher SS-Hauptsturmführer
- Ken Buck (* 1959), US-amerikanischer Politiker

### L
- Lambrecht Buck († um 1462), deutscher Schöffe
- Lanphear Buck (1901–1974), US-amerikanischer Hockeyspieler
- Leffert L. Buck (1837–1909), US-amerikanischer Brückenbau-Ingenieur
- Leon Buck (1915–1972), luxemburgischer Fechter
- Linda B. Buck (* 1947), US-amerikanische Neurophysiologin
- Luzie Buck (* 1983), deutsche Schauspielerin

### M
- Manfred Buck (Fußballspieler) (* 1937), deutscher Fußballspieler
- Manfred Buck (Politiker) (1951–2023), deutscher Politiker (CDU), MdV
- Manfred Buck (Badminton), deutscher Badmintonspieler
- Margaret Buck, Geburtsname von Margaret Herrick (1902–1976), US-amerikanische Bibliothekarin
- Margaret Buck (Kanutin) (* 1940), australische Kanutin
- Margaret Buck (Tennisspielerin), australische Tennisspielerin
- Markus Buck (* 1979), deutscher Poolbillardspieler
- Matthias Buck (1961–2023), deutscher Bühnenautor und Kurator
- Michel Buck (1832–1888), deutscher Mediziner, Kulturhistoriker und  Dialektdichter
- Mike Buck (Michael Eric Buck; * 1967), US-amerikanischer American-Football-Spieler

### O
- O. A. Buck (Otto Alfred Buck; 1914–1989), deutscher Schauspieler

### P
- Paul Buck (1911–2006), deutscher Klavierpädagoge
- Pearl S. Buck (1892–1973), US-amerikanische Schriftstellerin
- Percy Buck (1871–1947), britischer Komponist
- Peter Buck (Unternehmer) (1930–2021), US-amerikanischer Unternehmer, Mitbegründer der Kette Subway
- Peter Buck (Cellist) (1937–2024), deutscher Cellist
- Peter Buck (Chemiker) (* 1939), deutscher Chemiker, Didaktiker und Hochschullehrer
- Peter Buck (Musiker) (* 1956), US-amerikanischer Musiker
- Peter Henry Buck (1877–1951), neuseeländischer Arzt und Anthropologe, siehe Te Rangi Hīroa
- Petra Buck-Heeb (* 1963), deutsche Juristin und Hochschullehrerin

### R
- Richard Buck (* 1986), britischer Leichtathlet
- Robert Creighton Buck (1920–1998), US-amerikanischer Mathematiker
- Robert Nietzel Buck (1914–2007), US-amerikanischer Pilot
- Rudolf Buck (1866–1952), deutscher Komponist

### S
- Scott Buck, US-amerikanischer Drehbuchautor und Fernsehproduzent
- Sean Buck (* 1960), pensionierter Vizeadmiral der US-Navy
- Sebbe De Buck (* 1995), belgischer Snowboarder
- Sibyl Buck (* 1972), US-amerikanische Musikerin und Model
- Stefan Buck (* 1980), deutscher Fußballspieler
- Susan Buck-Morss (* 1942), US-amerikanische Philosophin und Hochschullehrerin

### T
- Terry Buck (1943–2005), australischer Schwimmer
- Theo Buck (1930–2019), deutscher Germanist und Literaturwissenschaftler
- Thomas Buck (Mediziner) (* 1965), deutscher Kardiologe
- Thomas Martin Buck (* 1961), deutscher Historiker
- Tim Buck (1891–1973), kanadischer Politiker (KP Kanada)
- Tobias Buck-Gramcko (* 2001), deutscher Radsportler
- Tony Buck (* 1962), australischer Schlagzeuger
- Travis Buck (* 1983), US-amerikanischer Baseballspieler

### U
- Udo Buck (* 1938), deutscher Physiker

### V
- Vera Buck (* 1986), deutsche Schriftstellerin

### W
- Walter De Buck (1934–2014), belgischer Sänger
- Werner Buck (1925–2010), niederländischer Politiker
- Wilhelm Buck (1869–1945), deutscher Politiker (SPD, ASPD)
- Willi Buck (1911–1997), Schweizer Gold- und Silberschmied und Bildender Künstler
- William R. Buck (* 1950), US-amerikanischer Bryologe
- Wolfgang Buck (* 1958), deutscher Liedermacher und Kabarettist